# Clematis morii
Clematis morii är en ranunkelväxtart som beskrevs av Bunzo Hayata. Clematis morii ingår i släktet klematisar, och familjen ranunkelväxter. Inga underarter finns listade i Catalogue of Life.